# Wschód-Zachód Szkoła Wyższa im. Henryka Jóźwiaka w Łodzi

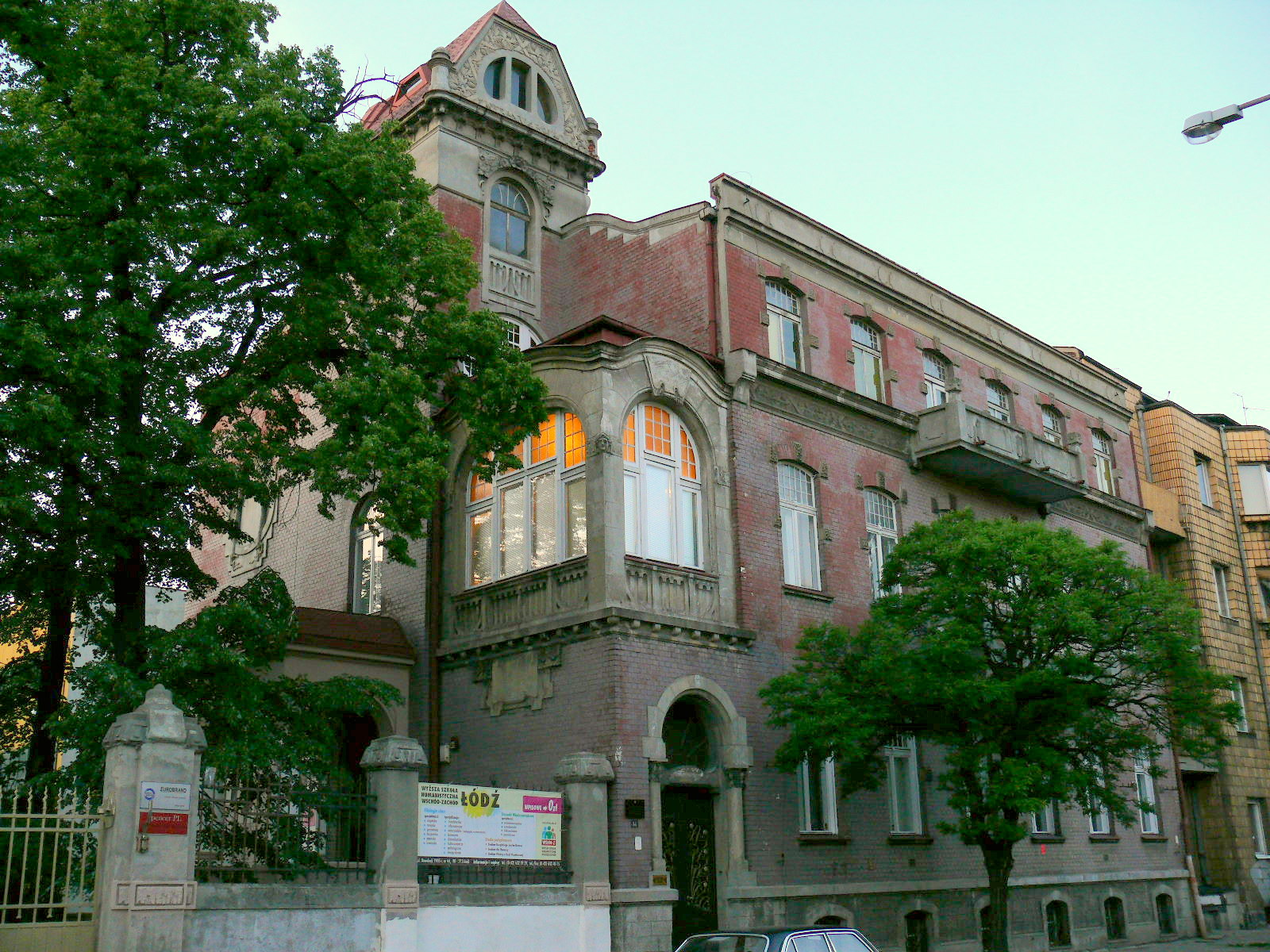
Willa Leona Rappaporta w Łodzi – siedziba uczelni

Wschód-Zachód Szkoła Wyższa im. Henryka Jóźwiaka w Łodzi (dawniej „Wschód-Zachód” Wyższa Szkoła Humanistyczna w Łodzi) – uczelnia niepubliczna założona w maju 2006. Twórcą uczelni był Henryk Jóźwiak (1946–2008), muzyk, wieloletni wykładowca Akademii Muzycznej w Poznaniu. Uczelnia kontynuuje tradycje prowadzonej od 1997 przez założyciela działalności edukacyjnej na poziomie szkolnictwa średniego. Siedziba uczelni znajduje się przy ul. Rewolucji 1905 r. nr 44, w zabytkowej Willi Rappaporta. Posiada Wydział Nauk Społecznych w Nowym Sączu.

## Władze
- Rektor: dr Danuta Jędrzejczak
- Kanclerz: mgr Adrian Jóźwiak
- Dziekan Wydziału Filologicznego w Łodzi: dr Larysa Paszkowska
- Dziekan Wydziału Nauk Społecznych w Nowym Sączu: dr Tomasz Połomski

## Kierunki i specjalności

### Studia licencjackie
- Filologia angielska
- Filologia neogrecka
- Pedagogika wczesnoszkolna
- Pedagogika pracy
- Edukacja teatralna
- Pedagogika – animacja kultury
- Amerykanistyka
- Dziennikarstwo międzynarodowe
- Studia bliskowschodnie
- Biznes międzynarodowy

### Studia podyplomowe
- Podyplomowe Studium Języka Angielskiego dla Nauczycieli Nauczania Początkowego
- Podyplomowe Studium Języka Niemieckiego dla Nauczycieli Nauczania Początkowego
- Podyplomowe Studium Etyki dla Nauczycieli
- Podyplomowe Studia dla Tłumaczy
- Podyplomowe Studia Europejskie
- Podyplomowe Studia Międzynarodowych Stosunków Gospodarczych – Biznes Międzynarodowy